# نوكرس (مقاطعة كلاردشت)
نوكرس (بالفارسية: نوکرس) هي قرية تقع في Kuhestan Rural District في إيران. يقدر عدد سكانها بـ 116 نسمة بحسب إحصاء 2016.